# Saarijärvi (sjö i Jyväskylä, Mellersta Finland)
Saarijärvi är en sjö i kommunen Jyväskylä i landskapet Mellersta Finland i Finland. Den är 8,1 meter djup. Arean är 29 hektar och strandlinjen är 4,93 kilometer lång.  Den  ingår i Kymmene älvs huvudavrinningsområde.  Sjön ligger omkring 11 kilometer nordväst om Jyväskylä och omkring 240 kilometer norr om Helsingfors. 
I sjön finns ön Kotisaari. 